# Dream Park
Der Dream Park war ein Freizeitpark im westafrikanischen Staat Gambia. Sein Gelände lag bei Kololi westlich des Bertil Harding Highway in der Küstenregion (der sogenannten Tourism Development Area) und war der erste seiner Art in Gambia und der fünfte auf den afrikanischen Kontinent. Er wurde Anfang 2008 eröffnet und wurde von einem libyschen Geschäftsmann betrieben. Sieben weitere Dream Parks waren in Afrika geplant.
Das Gelände liegt benachbart dem Senegambia Area, wo Hotels sich niedergelassen haben, somit stellte der Vergnügungspark ein Teil dar, um den Tourismus in Gambia weiter zu fördern. Auf dem Areal von rund 160 × 80 m² befindet sich Autoscooter, Elektroboote mit Gummipuffer im Wasserbassin (Bumper boats) und andere Attraktionen. Ein Restaurant, Toiletten, ein Süßwarenladen sowie ein Spielwarengeschäft ergänzen das Angebot. Das angesprochene Publikum sollte jedes Alter und Rasse sein, also nicht alleine nur die Touristen. In dem Projekt sollte innerhalb von drei Jahren zwei Millionen US-Dollar investiert werden. Die monatlichen Stromkosten an die NAWEC betragen 80.000 Dalasi und 40 Mitarbeiter wurden im Park beschäftigt, weitere 20 Mitarbeiter arbeiten im Restaurant.
Seit ungefähr 2010 ist die Geschäftstätigkeit des Dream Parks abgebrochen. Meldungen, die die Gründe belegen, sind dazu nicht bekannt.